# Balogh Katalin (színművész)
Balogh Katalin (Bicske, 1919. december 19. – Budapest, 2005. július) magyar színésznő.

## Életpályája
Bicskén született 1919. december 19-én. Az Országos Magyar Királyi Színművészeti Akadémián 1943-ban kapott színészi diplomát. 1944-től soproni Tábori Színháznál kezdte pályáját. 1945-től a Budai Népszínház, 1948-tól a Fővárosi Operettszínház, 1950-től a Belvárosi Színház színésznője volt. 1951 és 1958 között a Magyar Néphadsereg Színházához szerződött. 1958 és 1961 között külföldön vízirevüben szerepelt. 1961-től az Állami Déryné Színház tagja volt. 1962-től az egri Gárdonyi Géza Színház, 1973-tól a Nemzeti Színház, 1980-tól 1984-ig, nyugdíjba vonulásáig a Népszínház művésznője volt. 1974-ben Nívódíjat kapott.

## Fontosabb színházi szerepei
- Molière: A fösvény... Fruzsina
- Georges Feydeau: Zsákbamacska... Manci
- Lope de Vega: A kertész kutyája... Marcela
- Jaroslav Hašek: Svejk... Riporternő
- Indig Ottó: A torockói menyasszony... Patkós Nagy Rózsi
- Jacques Offenbach: Szép Heléna... Klotho, párka
- Jurij Burjakovszkij: Üzenet az élőknek... Patocska
- Schönthan fivérek - Kellér Dezső - Horváth Jenő - Szenes Iván: A szabin nők elrablása... Retteginé
- Eisemann Mihály: Én és a kisöcsém... Vadász Frici
- Kálmán Imre: Az ördöglovas... Anita Miramonti, táncosnő
- Egri Viktor: Mikor a hárs virágzik... Mari
- Gerencsér Miklós: Kerekeskút... Etelka, Dénes felesége
- Csiky Gergely: A kaviár... Bábi
- Vaszary Gábor: Bubus... Anyós
- Baróti Géza: Mindent a mamáért... Margit
- Hunyady József: Bányászbecsület... Ilona
- Tamási Áron: Boldog nyárfalevél... Első asszony
- Vratislav Blažek: Karácsonyi vőlegény... Ruzsenka
- Koljo Georgiev: Önmagunk bírái... Szvetla, ügyész
- Benedek Elek: Többsincs királyfi... Ráki, Bakarasznyi felesége
- Sármándi Pál: Peti vigyázz!... Doktor néni
- Tordon Ákos Miklós: Skatulyácska királykisasszony... Vasorrú bába

## Filmek, tv
- Advent öröme (1975)
- Hótreál (1988)